# 豊和住建
豊和住建有限会社（ほうわじゅうけん、英: Houwa Juken Co., Ltd. ）は、愛知県大府市に本社を置く日本の企業である。

## 概要
- 注文住宅、リフォームの提案から施工・管理を行う。

## 沿革
- 1980年（昭和55年） - 自然素材 土壁にて自宅を新築　本社兼自宅として新設。会社を大きくしないをモットーに事業開始。
- 1981年（昭和56年）5月 - 「みやこ住建」を創業。（本社にて営業開始）
- 1985年（昭和60年） - ひし半木材、倉庫借入、作業小屋とする。
- 1992年（平成4年） - 営業・設計・工務・大工の本拠地として「吉田事務所」を開設。同敷地内に大工作業場（刻み加工）、材料・道具置き場を開設
- 1993年（平成5年）5月 - 建築の設計・施工・監理及び請負を目的として、「みやこ住建有限会社」を法人化。資本金300万円。
- 1995年（平成7年）6月 - 屋号を「豊和住建有限会社」に変更。
- 2006年（平成18年）5月 - 資本金を3,100万円に増資。会社を大きくしないというをモットーを再確認して、強い会社を造ることとした。
- 2008年（平成20年）1月 - 「ギャラリー豊和」開設。（お客様への仮住まい・倉庫の提供・打合せ場所としての利用を目的として）
- 2014年（平成26年）
  - 3月 - 「ぬくもり工房」のエリアパートナーとなる。
  - 5月 - 創業より33年を迎え、さらなる地域貢献を目指し、「アトリエ心」を開業。
- 2015年（平成27年）3月 - もも山 森の家「アトリエ心」「リコクオーレ」開設。（事業内容：デザインリフォーム・グリーン雑貨・イタリアンレストラン ・健康、心に良い食物の提供）
- 2021年（令和3年）4月 - 川口満人が会長就任、川口由洋が社長に就任。 「もも山森の家」にて鈴木バイオリン製造、白いオリーブがテナント利用開始
- 2023年（令和5年）4月 - 合同展示場事業「なないろHousingProject」発足。初代会長に川口由洋が就任
- 2024年（令和6年）4月 - 「なないろHousingGallery」グランドオープン